# MACS J0429.6-0253
MACS J0429.6-0253 è un ammasso di galassie situato in direzione della costellazione di Eridano alla distanza di 4,13 miliardi di anni luce dalla Terra (light travel time).
È stato uno dei 25 ammassi di galassie studiati con il Telescopio spaziale Hubble nel corso di una campagna di osservazioni denominata Cluster Lensing And Supernova survey with Hubble (CLASH) nel corso di un periodo di tre anni e mezzo (2010-2013). L'effetto di lente gravitazionale ha permesso di rilevare le immagini, amplificate ma deformate sotto forma di archi, di galassie distanti situate alle spalle dell'ammasso con un redshift di 1,35 e 1.67.
La galassia ellittica 2MASX J04293604-0253073 è la galassia più luminosa dell'ammasso.